# Diarmuid Hegarty
Diarmuid Hegarty es el presidente del Griffith College, una universidad privada en Dublín, Irlanda así como también Director de la Asociación de Colegios de Educación Superior, HECA, por sus siglas en inglés. Hegarty fundó el Griffith College en el año 1974, con una sede en St. Stephen's Green que luego sería mudado a las Griffith Barracks en South Circular Road, un edificio histórico de significativo valor cultural para la república irlandesa.
Hegarty fue nombrado en el año 2002 como Cónsul Honorario de Pakistán.